# Stora Kopperöd
Stora Kopperöd är en bebyggelse vid länsväg 172 i Lane-Ryrs socken i Uddevalla kommun. Från 2015 avgränsar SCB här en småort.